# 赛来塘镇
赛来塘镇，是中华人民共和国青海省果洛藏族自治州班玛县下辖的一个乡镇级行政单位。

## 行政区划
赛来塘镇下辖以下地区：
莲花社区、班脑河牧委会、德昂牧委会和合科牧委会。